# یوجی ناریاما
یوجی ناریاما (انگلیسی: Yuji Nariyama؛ زادهٔ ۲۰ مهٔ ۱۹۷۱) بازیکن فوتبال اهل ژاپن است.